# 1518 Rovaniemi
Rovaniemi (asteróide 1518) é um asteróide da cintura principal, a 1,9084024 UA. Possui uma excentricidade de 0,142698 e um período orbital de 1 213,08 dias (3,32 anos).
Rovaniemi tem uma velocidade orbital média de 19,96294843 km/s e uma inclinação de 6,71862º.
Esse asteróide foi descoberto em 15 de Outubro de 1938 por Yrjö Väisälä.